# Новообразования эндокринной системы
Новообразования эндокринной системы — представляют собой неоднородную группу патологических новообразований развивающихся в железах эндокринной системы. Они могут быть как злокачественными так и доброкачественными, прогноз заболевания в значительной мере определяется локализацией и гистологическим типом опухоли. Даже при доброкачественных поражениях наблюдаются значительные изменения эндокринного баланса организма.